# Les Chenaux
A Regionalidade Municipal do Condado de Les Chenaux está situada na região de Mauricie na província canadense de Quebec. Com uma área de mais de oitocentos quilómetros quadrados, tem, segundo o censo de 2006, uma população de cerca de dezesseis mil pessoas sendo comandada pelo município de Saint-Luc-de-Vincennes. Ela é composta por 10 municipalidades: 5 municípios e 5 freguesias.

## Municipalidades

### Municípios
- Batiscan
- Champlain
- Sainte-Anne-de-la-Pérade
- Saint-Luc-de-Vincennes
- Saint-Stanislas

### Freguesia
- Notre-Dame-du-Mont-Carmel
- Sainte-Geneviève-de-Batiscan
- Saint-Maurice
- Saint-Narcisse
- Saint-Prosper